# 王文慶

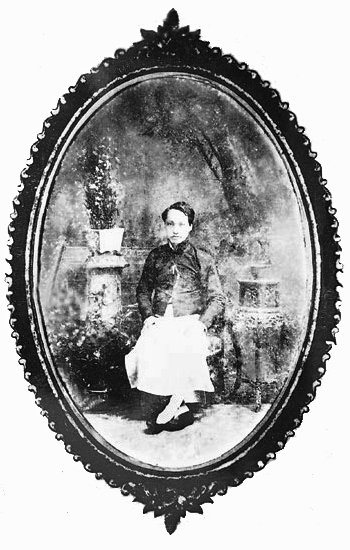

王文慶（1882年—1925年2月3日），學名軍，號文卿，又號文慶，浙江臨海東塍镇嶺根村人。中国民主革命家，中华民国政治人物。

## 生平
1900年，王文慶入東湖書院。後来，他留學日本，畢業于法政大學。在日本留學期間，他結識了陶成章、龔寶銓、魏蘭等革命人物。1904年初，他随陶成章到台州聯絡會黨，于八仙岩上洞天会见了張任天。1905年，他經陶成章介紹，在日本加入光復會，后又加入中国同盟会。
1906年，王文慶回國，在紹兴府、金华府、衢州府、處州府等地聯絡會黨。同年冬，他和秋瑾共同到金華和蘭溪，与龍華會的首領蔣樂山等人谋划響應湖南的萍瀏醴起義。12月底，萍瀏醴起義失敗，他们的浙江起義計劃也败露了，他遂逃往日本。
1907年，他和陶成章等人繼續策划起義，並归國在上海主持啟東學校，同秋瑾的大通學堂、徐錫麟的安徽巡警学堂相呼應，策動安徽、浙江的起義。各地起义失敗後，他逃往南洋，任教于檳港中華學校，和孫中山、黃興、趙聲等人来往。
宣統三年（1911年）春，他應黃興電召，率泗水華僑青年赴廣州参加黃花崗起義。他们到达广州后，起义已经失敗，他开展了營救被捕革命党人的活动。後来，他策反了杭州的新軍官兵参加光復會。同年夏末，他一度回到臨海縣籌办革命的聯絡機關——台州國民尚武會。武昌起義爆发後，他成为杭州起义的主要组织者之一，策动了杭州新軍起義，并率领一些敢死隊員参加戰鬥。杭州光復后，浙江軍政府成立，他出任浙江省臨時參議會議員。同年11月，他參加了南京之役，率领尹銳志敢死隊300人以及从台州开来的光復軍500人，在馬群展开激战，并攻打天保城、雨花臺。
南京光復以後，他参与筹备南京臨時政府。1912年，他當選北京臨時參議院議員。袁世凱担任中华民国臨時大總統後，任命王文慶为南洋宣慰使，但王文慶辭未就職。1915年袁世凱稱帝后，王文慶等革命黨人積極参加反袁斗争。1916年4月，浙江宣布獨立，王文慶出任浙江省臨時參議會議長、省長。後改任政务厅厅长。1917年，他響應孫中山的號召，南下廣州护法，任護法國會議員。1918年8月，他与呂公望同到福建，策反侵扰广东边境的浙軍，后任援閩浙军副司令。1922年黎元洪任大總統后，王文慶不与黎元洪合作，避居上海。1923年曹錕賄選，王文慶發電声討。1924年，王文慶隨孫中山到上海，繼續从事革命。
1925年2月3日，王文慶因胃癌在上海福民醫院逝世，享年43歲。
王文慶逝世后，章太炎起草了《發起開會追悼王文慶通告》，其中赞誉王文慶“光復舊勳”、“名滿東南”。 章太炎、蔣伯器、王心一等旅居上海的浙江人士以及海內外人士參加了王文慶的追悼會。不久，其靈柩自上海運到臨海，葬于嶺根村西。

## 纪念
- 文慶街，在临海市
- 王文慶紀念館，设在東塍鎮嶺根村[1]